# Venezuela ai Giochi della XIX Olimpiade
Il Venezuela partecipò ai Giochi della XIX Olimpiade che si sono svolti a Città del Messico dal 12 al 27 ottobre 1968, con una delegazione di 23 atleti impegnati in 5 discipline: atletica leggera, pugilato, scherma, tiro e vela. Per la prima volta il Venezuela, alla sesta partecipazione ai Giochi, conquistò una medaglia d'oro grazie al pugile Francisco Rodríguez.

## Medaglie
| Medaglia | Atleta              | Sport    | Evento             |
| -------- | ------------------- | -------- | ------------------ |
| Oro      | Francisco Rodríguez | Pugilato | Pesi mosca leggeri |